# ジャレット・ハード

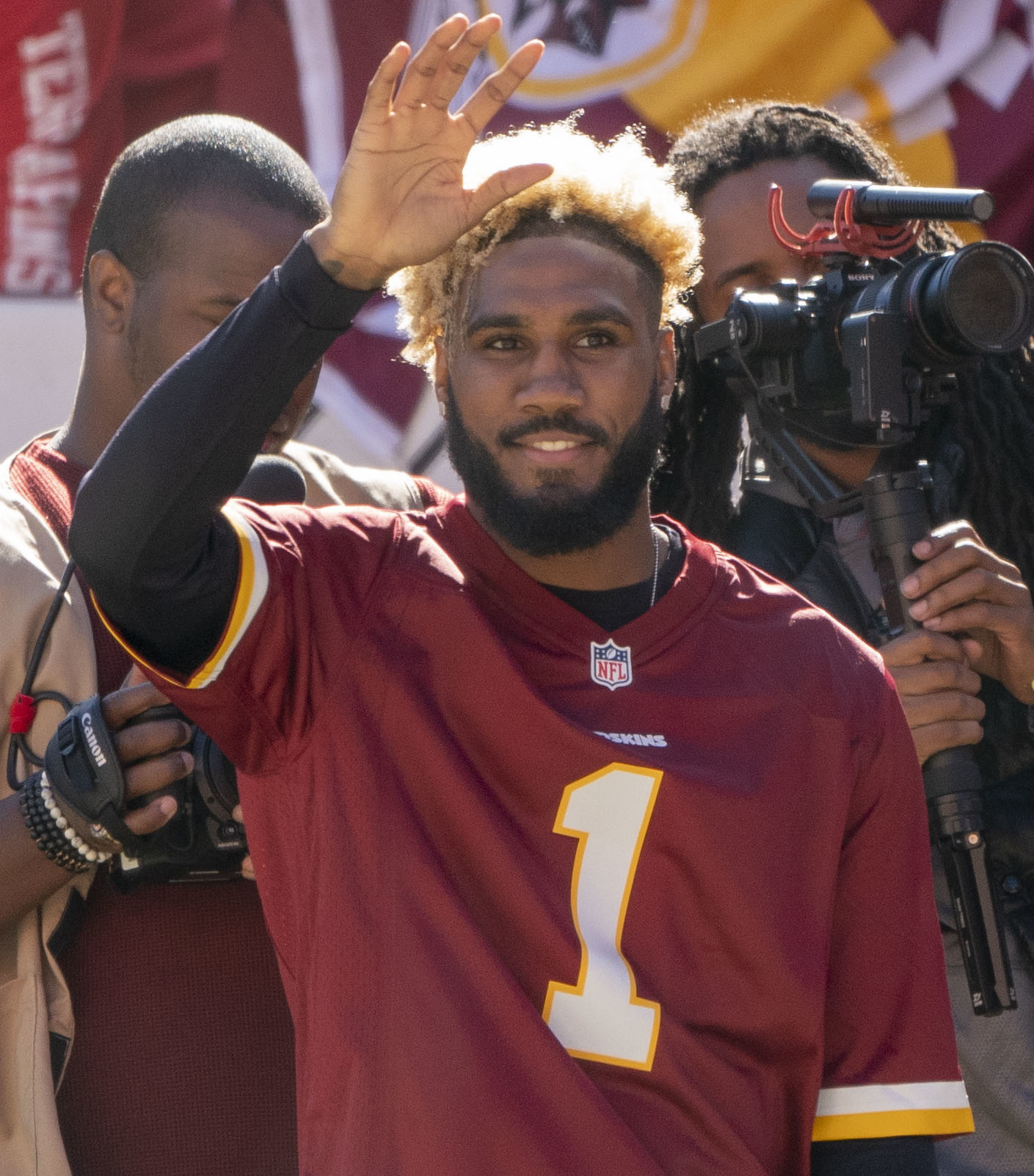

ジャレット・ハード（Jarrett Hurd、1990年8月31日 - ）は、アメリカ合衆国のプロボクサー。メリーランド州アコキーク出身。元WBAスーパー・IBF世界スーパーウェルター級王者。

## 来歴

### アマチュア時代
2008年、ナショナル・ゴールデングローブスにミドル級(75kg)で出場し2回戦で敗退した。

### プロ時代
2012年9月29日、ワシントンD.C.のコンベンション・センターでマイク・アーノルドとミドル級4回戦でデビュー（試合は初回1分30秒TKO勝ち）。
2017年2月25日、アラバマ州バーミングハムのレガシー・アリーナでデオンテイ・ワイルダーVSジェラルド・ワシントンの前座でジャーモール・チャーロの王座返上に伴いIBF世界スーパーウェルター級2位のトニー・ハリソンとIBF世界スーパーウェルター級王座決定戦を行い、9回2分24秒TKO勝ちを収め王座を獲得した。
2017年10月14日、バークレイズ・センターにてエリスランディ・ララVSテレル・ガウシャの前座で元WBA世界スーパーウェルター級王者でIBF世界スーパーウェルター級11位のオースティン・トラウトと対戦し、10回終了時トラウトが棄権した為初防衛に成功した。
2018年4月7日、ザ・ジョイントでWBA世界スーパーウェルター級スーパー王者エリスランディ・ララと王座統一戦を行い、12回2-1（114-113×2、113-114）の判定勝ちを収めWBAスーパー王座とIBO王座の獲得に成功、IBF王座の2度目の防衛に成功した。
2018年4月25日、WBAはジャレット・ハードとエリスランディ・ララに即時の再戦を行うよう命じた。
2018年12月1日、ロサンゼルスのステープルズセンターにてデオンテイ・ワイルダーVSタイソン・フューリーの前座でジェイソン・ウェルボーンと対戦し、4回KO勝ちを収め王座の防衛に成功した。この試合でハードは100万ドル（約1億円）、ウェルボーンは3万ドル（約320万円）のファイトマネーを稼いだ。
2019年5月11日、バージニア州で行われたIBF &WBA世界スーパー・ウェルター級タイトルマッチでジュリアン・ウィリアムズ と対戦し、12回判定負けを喫し王座陥落した。
2021年6月6日、約1年4カ月ぶりの試合を行いフロリダ州のハードロック・スタジアムでルイス・アリアスとミドル級契約で対戦し、判定負けを喫した。
2023年3月4日、約1年9カ月ぶりの試合を行いカリフォルニア州のトヨタ・アリーナでアルマンド・レセンディスと対戦し、唇の激しい裂傷のためドクターからの試合ストップ要請があり、10回KO負けを喫した。この試合でハードは10万ドル（約1300万円）、レセンディスは5万ドル（約660万円）のファイトマネーを稼いだ。

## 獲得タイトル
- IBF世界スーパーウェルター級王座（防衛3）
- WBA世界スーパーウェルター級スーパー王座（防衛1）
- IBO世界スーパーウェルター級王座（防衛1）